# Bằng lăng sừng
Lagerstroemia venusta là một loài thực vật có hoa trong họ Lythraceae. Loài này được Wall. ex C.B. Clarke mô tả khoa học đầu tiên năm 1879.